# Friedhof Tama

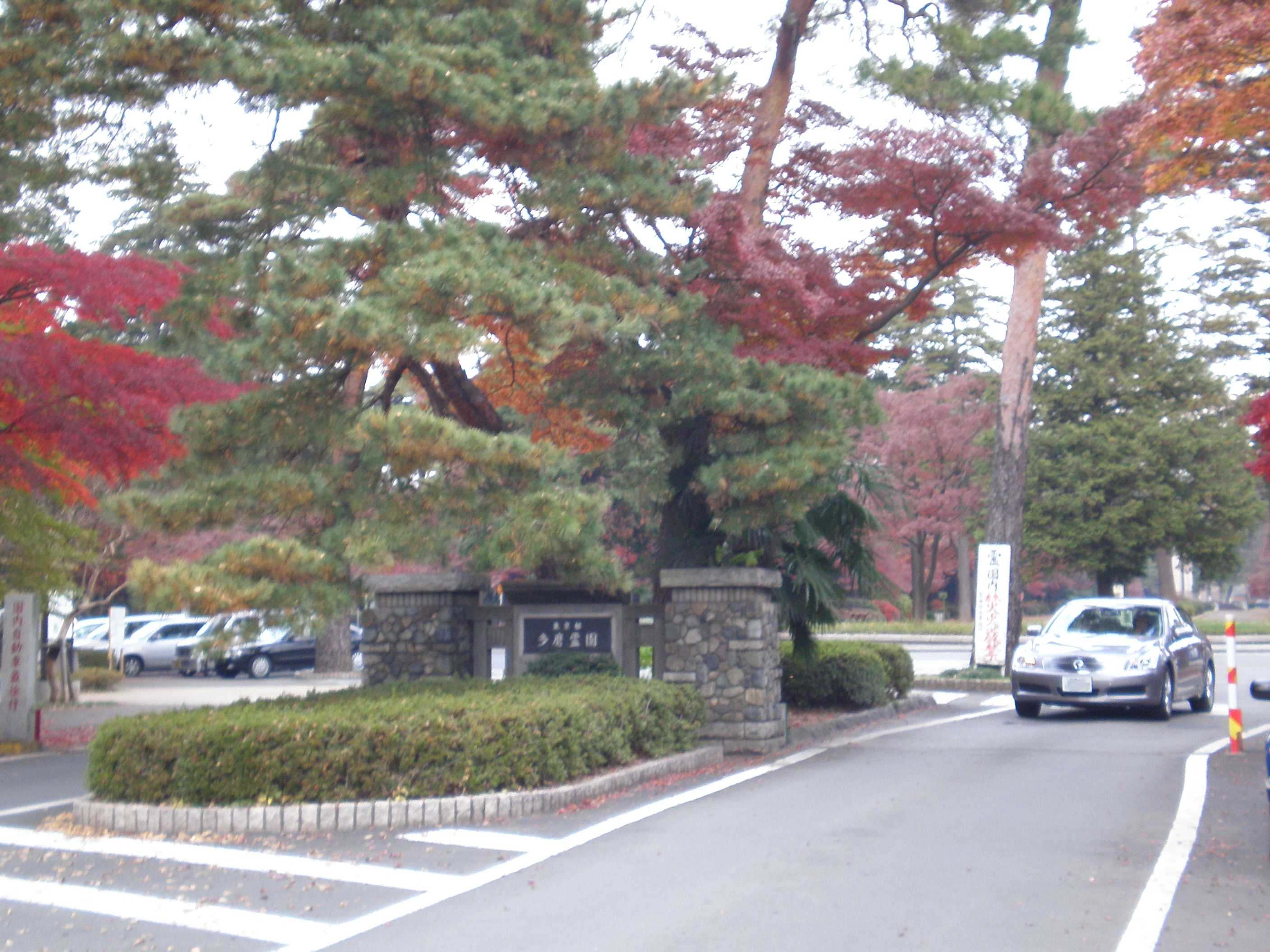
Eingangsbereich

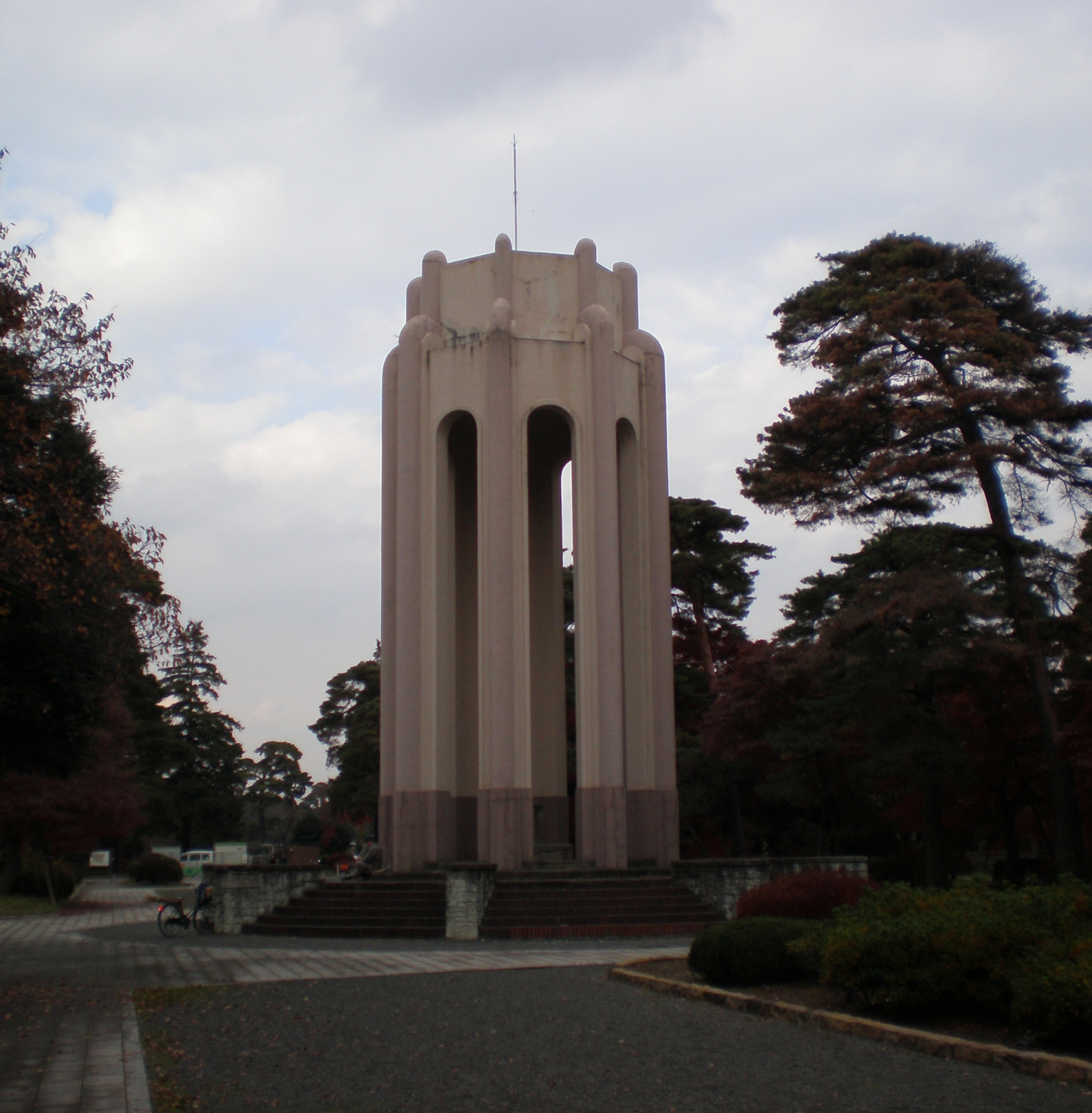
Fontänenturm

Der Friedhof Tama (japanisch 多摩 霊園, Tama Reien) befindet sich in Fuchū (Präfektur Tokio). Er ist der größte Friedhof der Präfektur und der erste in Japan, der als Park angelegt ist.

## Übersicht
Der Friedhof Tama  wurde 1923 angelegt, als die Bevölkerung der Stadt stark zunahm. Die größte Ostwest-Ausdehnung beträgt circa 1300 m, die Nordsüd-Ausdehnung 1100 m. Die Gesamtfläche beträgt 1.280.237 m². Der Friedhof ist in 26 Abteilungen eingeteilt und ist von Alleen mit Bus-Haltestellen durchzogen.
Geöffnet ist der Friedhof von 8:30 bis 17:30 Uhr. Im Sommer ist das Haupttor im Südosten und das Koganeitor im Nordwesten bis 18:30 Uhr geöffnet.

## Gräber bekannter Persönlichkeiten

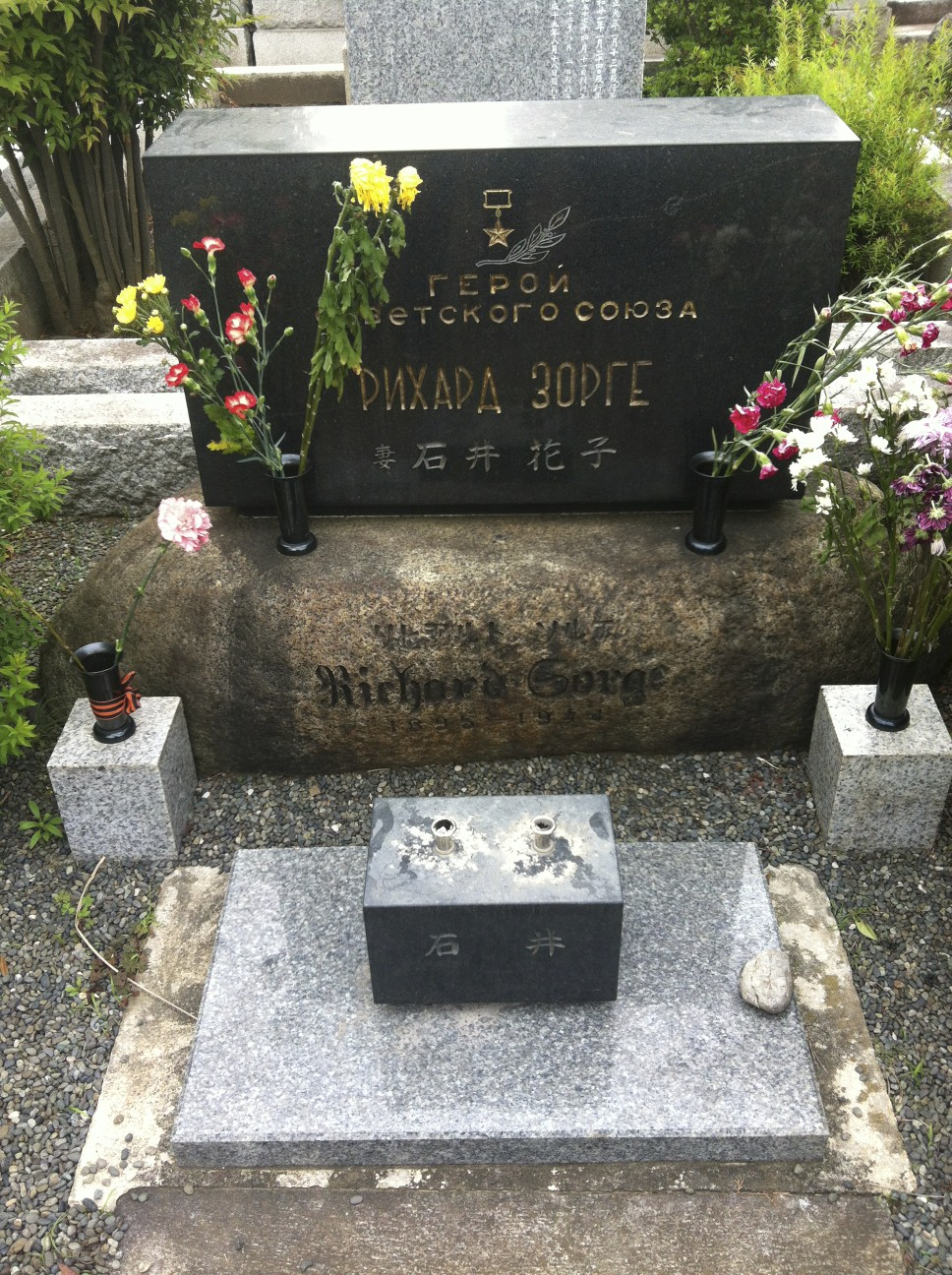
Grabstätte von Richard Sorge und Hanako Ishii auf dem Friedhof Tama

- Asanuma Inejirō (1898–1960), japanischer Politiker
- Den Kenjirō (1855–1930), japanischer Verwaltungsbeamter und Politiker
- Fukudome Shigeru (1891–1971), japanischer Admiral
- Hata Sahachirō (1873–1938), Mitentdecker des Arsphenamin
- Hayashi Senjūrō (1876–1943), General der Kaiserlich Japanischen Armee, Politiker und der 33. Premierminister von Japan
- Honjō Shigeru (1876–1945), General der Kaiserlich Japanischen Armee
- Inoue Masakichi (1886–1975), Generalleutnant der Kaiserlich Japanischen Armee
- Inoue Shigeyoshi (1889–1975), japanischer Admiral
- Iwaya Sazanami (1870–1933), japanischer Autor
- Kinoshita Mokutarō (1885–1945), japanischer Schriftsteller, Arzt und Lepraforscher
- Kishida Ryūsei (1891–1929), japanischer Maler
- Koga Mineichi (1885–1944), japanischer Großadmiral (Gensui) und Kommandeur der Kombinierten Flotte
- Kurita Takeo (1889–1977), Vizeadmiral der Kaiserlich Japanischen Marine
- Minobe Tatsukichi (1873–1948), japanischer Verfassungsrechtler und Spezialist für Verwaltungsrecht
- Mishima Yukio (1925–1970), japanischer Schriftsteller, Poet, Regisseur und nationalistischer politischer Aktivist
- Nitobe Inazō (1862–1933), japanischer Agrarwissenschaftler, Philosoph, Pädagoge, Autor und internationaler politischer Aktivist
- Okada Keisuke (1868–1952), japanischer Admiral der Kaiserlichen Marine
- Okamoto Tarō (1911–1996), japanischer Künstler
- Ōuchi Hyōei (1888–1980), japanischer Wirtschaftsfachmann und Marxist
- Shiga Yoshio (1901–1989), japanischer marxistischer Politiker
- Richard Sorge (1895–1944), deutscher Kommunist, Schriftsteller und für den sowjetischen Militärgeheimdienst tätiger verdeckter Mitarbeiter
- Sakurai Shōzō (1889–1985), japanischer General
- Sugiyama Hajime (1880–1945), Gensui des Kaiserlich Japanischen Heeres und mehrmaliger Heeresminister
- Takahashi Korekiyo (1854–1936), japanischer Politiker und der 20. Premierminister von Japan
- Tanaka Giichi (1863–1929), japanischer General, Politiker und 26. Premierminister Japans
- Tanaka Tatsuo (1910–1998), japanischer Adliger und Politiker
- Taniguchi Masaharu (1893–1985), japanischer Autor, Neugeistler und Gründer der neureligiösen Bewegung Seichō-no-Ie
- Tōgō Heihachirō (1848–1934), japanischer Admiral
- Tokonami Takejirō (1867–1935), japanischer Politiker
- Uchimura Kanzō (1861–1930), japanischer protestantischer Christ, Kolumnist und Pazifist
- Ugaki Kazushige (1868–1956), japanischer General
- Yamamoto Isoroku (1884–1943), japanischer Admiral
- Yamamuro Gumpei (1872–1940), Gründer der Heilsarmee in Japan
- Yosano Akiko (1878–1942), japanische Dichterin
- Yosano Tekkan (1873–1935), japanischer Schriftsteller
- Yoshino Sakuzō (1878–1933), japanischer Politikwissenschaftler, Historiker und Autor